# Frank Little Jr
Frank Little Jr, född 1943 i Cleveland, död 1979 troligen i Twinsburg, var en amerikansk gitarrist och låtskrivare. Hans kvarlevor påträffades den 18 februari 1982 i Twinsburg, Ohio, i en väskan bakom ett numera stängt företag, cirka 40 mil sydost om Cleveland. Han sågs senast vid liv i mitten av 1970-talet och tros nu ha dödats omkring 1979.
Den 14 december 2021 identifierades han som 36-årige Frank "Frankie" Little Jr, gitarristen i R&B-gruppen The O'Jays på 1960-talet.  Det var inte förrän DNA Doe Project, en ideell organisation, gav myndigheterna namnen på potentiella levande släktingar till kvarlevorna som de identifierades.
Enligt NBC sa familjemedlemmar att kvarlevorna kunde vara Littles, vilket ledde till att en nära släkting gav ett DNA-prov. Littles identitet bekräftades sedan av en läkare i Summit County, som bedömde att hans död var ett mord.
Little,  hade två barn och tjänstgjorde i den amerikanska armén i Vietnam.  Omständigheterna kring hans försvinnande och död är 2022 ännu oklara.